# Сулайман Солонг
Сулайман Солонг (*араб. سليمان سلونق; бл. 1550–1637) — 1-й султан Дарфуру в 1596—1637 роках (за іншими хронологіями — 1660—1680 або 1688/1689-1701/1702 роки). Лакаб Солонкг з мови фор перекладається як «людина з червоним обличчям» (так називали арабів).

## Життєпис
Походив із вождів (шейхів) клану Кейра (Кайра) племені кунджара народу фор. За легендою був нащадком Даалі (Далі), що був родичем по жіночій лінії правлячої династії держави Тунджур.
Син Куру (Кууру) та доньці шейха арабського племені масаліт. При народженні отримав ім'я Сулут. Тривають дискусії щодо часу панування Сулаймана, оскільки згадка сходження його на трон у 1596 році є дещо сумнівною з огляду на те, що в цей час держава Тунджур все ще зберігала потугу. Вона занепала лише у 1635—1650 роках. Таким чином, або Сулайман панував нетривалий час чи за іншою версією був лише другим султаном після Абд ар-Рахмана Саррафа або четвертим.
За легендою вимушений був тікати до свого діда по матері в Масаліт. Змужнівши повалив стрийка тумсана. Втім за іншими відомостями також шейха або султана фор не було. Можливо це перекручене ім'я Рум Сама, що за більш сучасною хронологією був другим султаном Дарфуру. Також припускається, що відомості про війну Кура і тумсама є відображенням повстання народу фор проти Тунджура.
Більш певно можна сказать, що формування державних інституцій, зміцнення султанату припадає саме на панування Сулаймана Солонга. Саме в цей час завершується асиміляція більшості народу тунджур народом фора. Тому з цього часу за державою та усім регіоном закріплюється назва Дарфур (Дарфор), тобто «країна фор» — Дар Фор.
Відомо, що султан проводив активну загарбницьку політику, що також може свідчити про панування Сулаймана наприкінці XVII ст., коли активність імперії Борну (зверхника Дарфура) припинилася. Здійснив 33 військові кампанії, підкоривши Кордофан та встановивши зверхність над султанатами Сеннар і Вадай.
Закріпив в султанаті іслам в якості державної релігії. Наказував будувати мечеті в усіх містах та поселеннях, заохочував ісламські практики, насамперед обрізання.
Йому спадкував син Муса.